# Lois Collier
Pour les articles homonymes, voir Collier.
Lois Collier, née Madelyn Earle Jones, le 21 mars 1919 et morte le 27 octobre 1999, est une actrice américaine née à Salley, en Caroline du Sud. Elle est parfois créditée sous le nom de Lois Collyer.

## Biographie
Madelyn Earle Jones est née le 21 mars 1919 de Ernest Jones, pharmacien et de Ruth Jones, journaliste, à Salley, en Caroline du Sud. Chaperonnée par sa grand-mère, elle visite Hollywood à l'âge de 15 ans, se décrivant plus tard comme « frappée par le cinéma » à l'époque. Elle étudie au Limestone College de Gaffney, en Caroline du Sud.
Alors qu'elle démarre sa carrière d'actrice dans les années 1930, elle choisie comme nom de scène, Lois Collier, nom d'un personnage qu'elle incarne à la radio.

### Cinéma
La carrière d'actrice de Collier commence comme mannequin dans la comédie romantique de 1935, Women Must Dress (en), dans laquelle elle joue sous son vrai nom, Madelyn Earle. De 1940 à 1949, sa carrière est active et plutôt réussie, elle joue surtout des rôles d'héroïne dans des films de série B. Son film le plus connu est probablement Une nuit à Casablanca (1946) avec les Marx Brothers. Au cours des années 1940, elle joue souvent aux côtés des stars de western Bob Steele, Tom Tyler et Dennis Moore. En 1950, elle joue dans la série de science-fiction Flying Disc Man from Mars (en).
Lois Collier est parfois appelée la quatrième Mesquiteer, car sept des films de Republic Pictures intitulés The Three Mesquiteers la mettent en scène dans le rôle principal féminin. Malgré ses nombreux rôles dans des westerns, elle craint et n'aime pas les chevaux.

### Radio
Lois Collier joue le rôle de Carol dans le feuilleton Dear John, qui est diffusé sur CBS dans les années 1930 et 1940. À partir du 6 décembre 1948, elle participe à You, une émission diffusée sur KMGM à Los Angeles, en Californie.

### Télévision
En 1949, Collier joue dans City Desk, un drame sur les activités d'une salle de rédaction d'un journal. De 1950 à 1957, elle joue surtout dans des épisodes de séries télévisées. Elle joue ainsi le rôle de Mary, la petite amie et acolyte du héros, dans 58 épisodes de la série télévisée Boston Blackie, diffusée de 1951 à 1954. Elle se retire de la scène après 1957.

### Vie privée
Collier épouse Robert A. Duncan, cadre dans une banque, dont elle divorce le 3 septembre 1943. Le 4 août 1945, Collier épouse Robert Jackson Oakley, un agent artistique. Ils divorcent en 1956. Elle épouse en troisième noces Paul Shreibman, un avocat en 1957. Elle meurt des suites d'une crise d’Alzheimer au Motion Picture Hospital de Woodland Hills (Los Angeles). Elle avait 80 ans. Elle est enterrée au Hollywood Forever Cemetery.

## Filmographie

### Cinéma

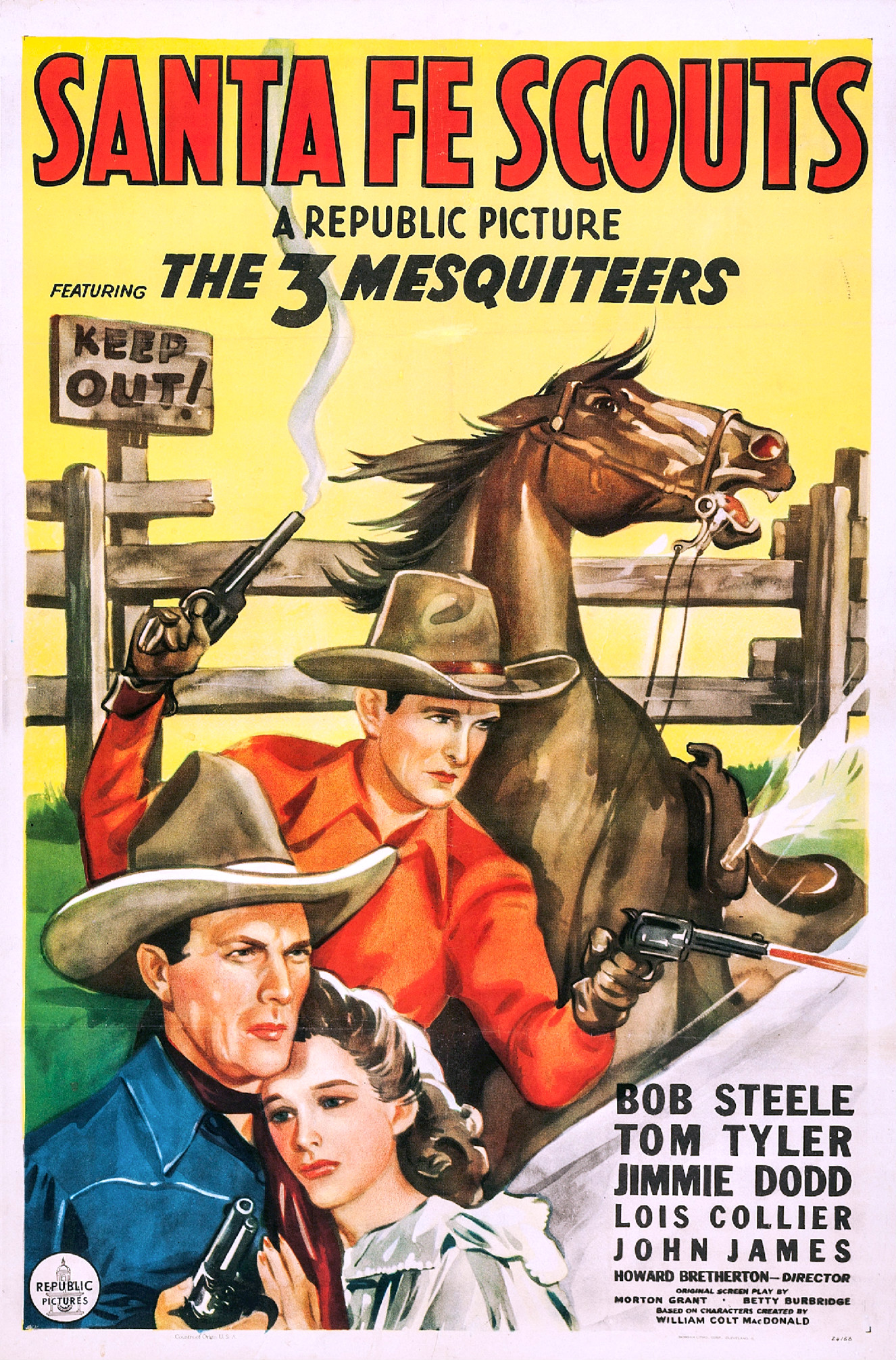
Lois Collier à l'affiche de Santa Fe Scouts en 1943.

- Lois Collier à l'affiche de Santa Fe Scouts en 1943.1935 : Women Must Dress (en) de Reginald Barker : mannequin
- 1938 : A Desperate Adventure (en) de John H. Auer : Angela
- 1940 : Girls of the Road (en) de Nick Grinde
- 1941 : Ice-Capades de  Joseph Santley
- 1941 : Outlaws of Cherokee Trail de Lester Orlebeck : Doris Sheldon
- 1941 : Sailors on Leave de Albert S. Rogell
- 1941 : Gauchos of Eldorado de Lester Orlebeck : Ellen
- 1941 : West of Cimarron de Lester Orlebeck : Doris Conway
- 1941 : Mr. District Attorney in the Carter Case de Bernard Vorhaus : une réceptionniste
- 1942 : Blondie Goes to College de Frank R. Strayer
- 1942 : A Tragedy at Midnight de Joseph Santley
- 1942 : The Man Who Returned to Life de Lew Landers : Mary Tuller
- 1942 : Yokel Boy de Joseph Santley
- 1942 : Raiders of the Range de John English : Jean Travers
- 1942 : The Affairs of Jimmy Valentine de Bernard Vorhaus : une réceptionniste
- 1942 : André Hardy fait sa cour (The Courtship of Andy Hardy) de George B. Seitz : Cynthia
- 1942 : Westward Ho de John English : Anne Henderson
- 1942 : The Phantom Plainsmen de John English : Judy Barrett
- 1943 : My Son, the Hero : Nancy Cavanaugh
- 1943 : Santa Fe Scouts de Howard Bretherton : Claire Robbins
- 1943 : Get Going de Jean Yarbrough : Doris
- 1943 : Young Ideas de Jules Dassin
- 1943 : She's for Me de Reginald Le Borg : Eileen Crane
- 1944 : Escadrille de femmes (Ladies Courageous) de John Rawlins : Jill
- 1944 : Le Suicide du Professeur X (Weird Woman) de Reginald Le Borg : Margret Mercer
- 1944 : Prices Unlimited (court-métrage)
- 1944 : Hollywood Parade (Follow the Boys) de A. Edward Sutherland : elle-même
- 1944 : Le Signe du cobra (Cobra Woman) de Robert Siodmak : Veeda
- 1944 : L'Atavisme qui tue (Jungle Woman) de Reginald Le Borg : Joan Fletcher
- 1945 : Jungle Queen (en) de Lewis D. Collins : Pamela Courtney (serial)
- 1945 : Show Boat en furie (The Naughty Nineties) de Jean Yarbrough : Miss Caroline Jackson
- 1945 : Penthouse Rhythm de Edward F. Cline : Linda Reynolds
- 1945 : The Crimson Canary de John Hoffman : Jean Walker
- 1946 : Girl on the Spot de William Beaudine : Kathy Lorenz
- 1946 : Une nuit à Casablanca (A Night in Casablanca) de Archie Mayo : Annette
- 1946 : The Cat Creeps de Erle C. Kenton : Gay Elliott
- 1946 : Wild Beauty de Wallace Fox : Linda Gibson
- 1947 : La Belle Esclave (Slave Girl) de Charles Lamont : Aleta
- 1948 : Arthur Takes Over de Malcolm St. Clair : Margaret Bixby
- 1948 : Out of the Storm de R. G. Springsteen : Ginny Powell
- 1949 : Miss Mink of 1949 de Glenn Tryon : Alice Forrester
- 1950 : Joe Palooka in Humphrey Takes a Chance de Jean Yarbrough : Anne Howe Palooka
- 1950 : Flying Disc Man from Mars de Fred C. Brannon :  Helen Hall (serial)
- 1951 : Rhythm Inn de Paul Landres :  Betty Parker

### Télévision
- 1950 : Dick Tracy (4 épisodes)
- 1951-1953 : Boston Blackie (58 épisodes)
- 1955 : Letter to Loretta
- 1955 : Cavalcade of America
- 1955 : Damon Runyon Theater
- 1956 : Cheyenne
- 1956 : Le Choix de... (Screen Directors Playhouse)
- 1956 : It's a Great Life
- 1956 : Strange Stories (1 épisode)
- 1956-1957 : The George Burns and Gracie Allen Show (2 épisodes)
- 1957 : La Flèche brisée (Broken Arrow)
- 1957 : The Web
- 1958 : Missile Monsters